# Agriculture au Kirghizistan
L'agriculture au Kirghizistan est un pilier fondamental de l'économie du pays et représente un secteur clé pour les travailleurs agricoles. Selon la CIA World Factbook, l'agriculture représente environ 18 % du PIB total et emploie près de 48 % de la population active. Après des réductions importantes dans les années 1990, l'agriculture de subsistance a connu une croissance à partir des années 2000, revenant progressivement aux niveaux de production de 1991. La culture des céréales dans les vallées basses et l'élevage du bétail dans les pâturages de montagne sont les activités agricoles qui occupent la majorité de la main-d'œuvre.

## Élevage
L'élevage au Kirghizistan englobe l'ensemble des pratiques visant à élever et à reproduire les animaux, contribuant ainsi à la production de viande, de lait et de poissons, destinés à la consommation locale et internationale.

### Enjeux
L'élevage est un secteur vital pour l'économie et la sécurité alimentaire du Kirghizistan. Ce domaine est profondément ancré dans la culture kirghize, les familles pratiquant l'élevage comme un héritage ancestral. Ce secteur bénéficie également du soutien de partenariats internationaux, comme la FAO et le FIDA, qui fournissent des formations et des programmes visant à améliorer les pratiques agricoles. Ces organisations soutiennent la gestion des pâturages à l'échelle nationale et introduisent des techniques pour lutter contre les effets des changements climatiques, afin d'assurer la durabilité de l'élevage au Kirghizistan
.
Par ailleurs, des programmes du PNUD forment des jeunes du pays à créer leur propre entreprise dans le secteur de l'élevage et de la production alimentaire.

### Types d'élevage
Le Kirghizistan pratique une diversité d'élevage, comprenant surtout l'élevage de chevaux, de poissons, de volailles, sans exclure d'autres animaux comme les chèvres, les moutons et le bétail (vaches). L'élevage de yak est également pratiqué dans certaines régions.
Les principales productions animales incluent la viande, le lait, la laine, ainsi que des produits dérivés comme les œufs. En termes de produits exportés, le Kirghizistan exporte principalement du coton et du tabac, mais aussi de la viande, bien que de manière moins significative
.

Élevage au Kirghizistan
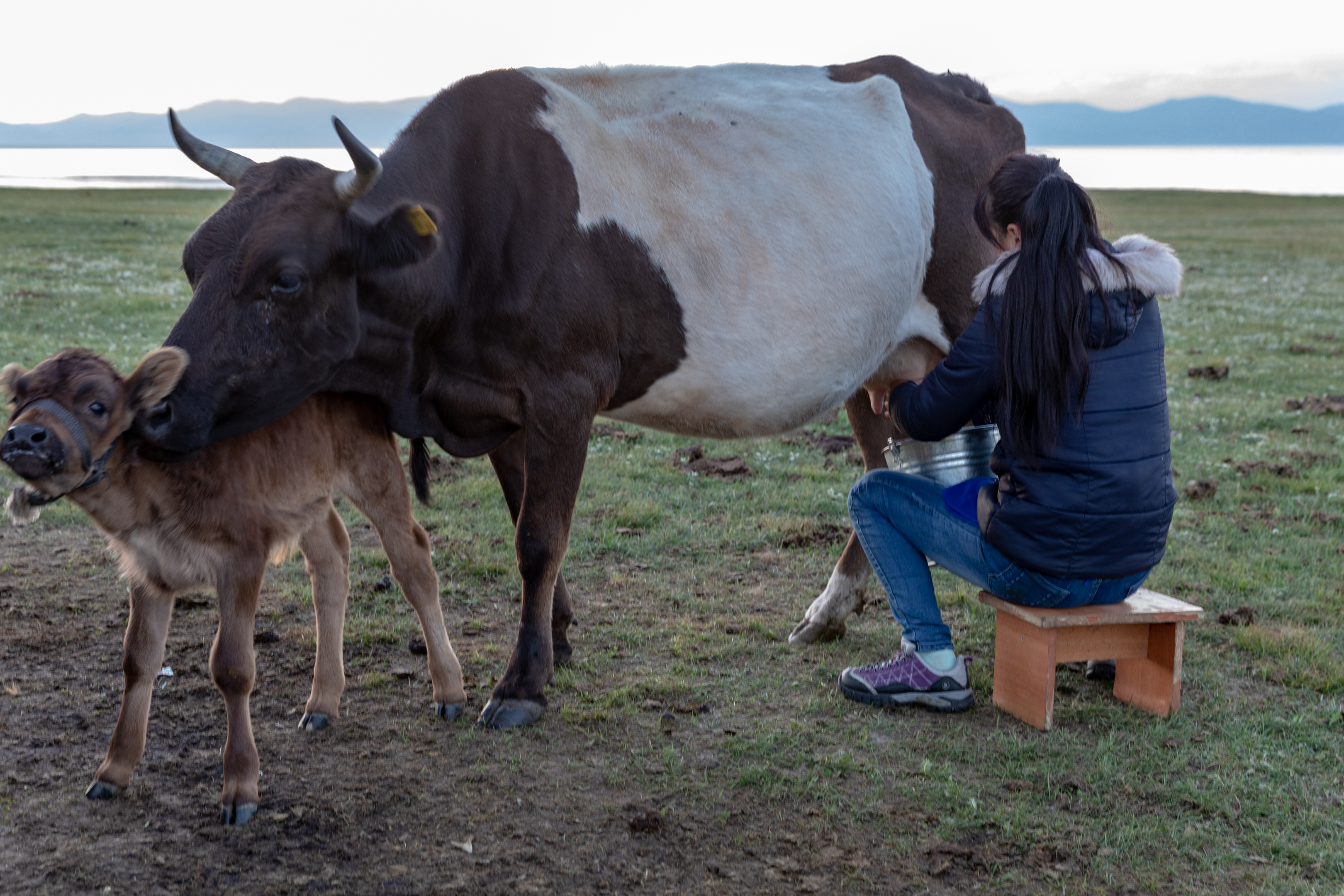
Élevage bovin au Kirghizistan.
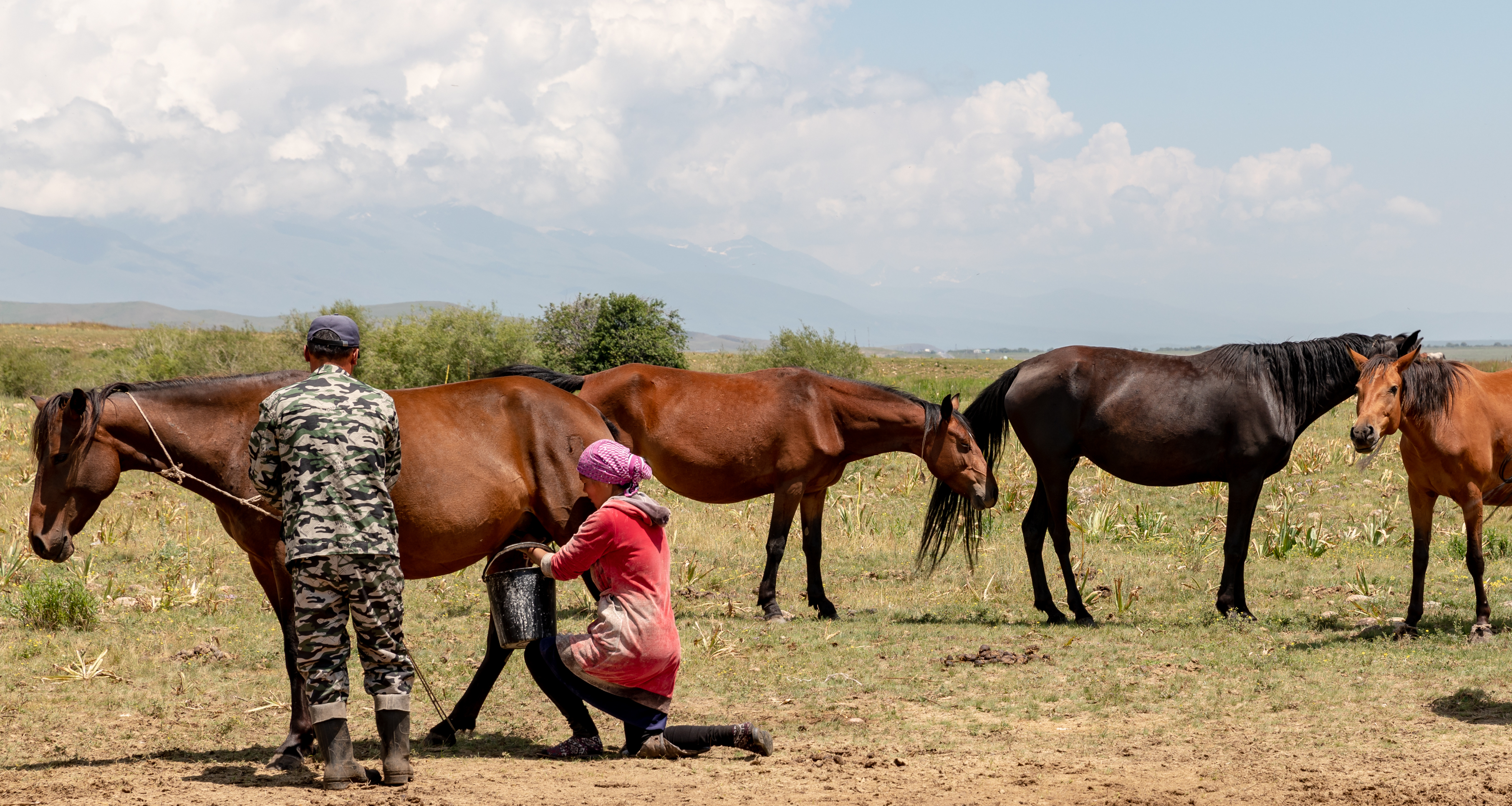
Élevage équin au Kirghizistan.
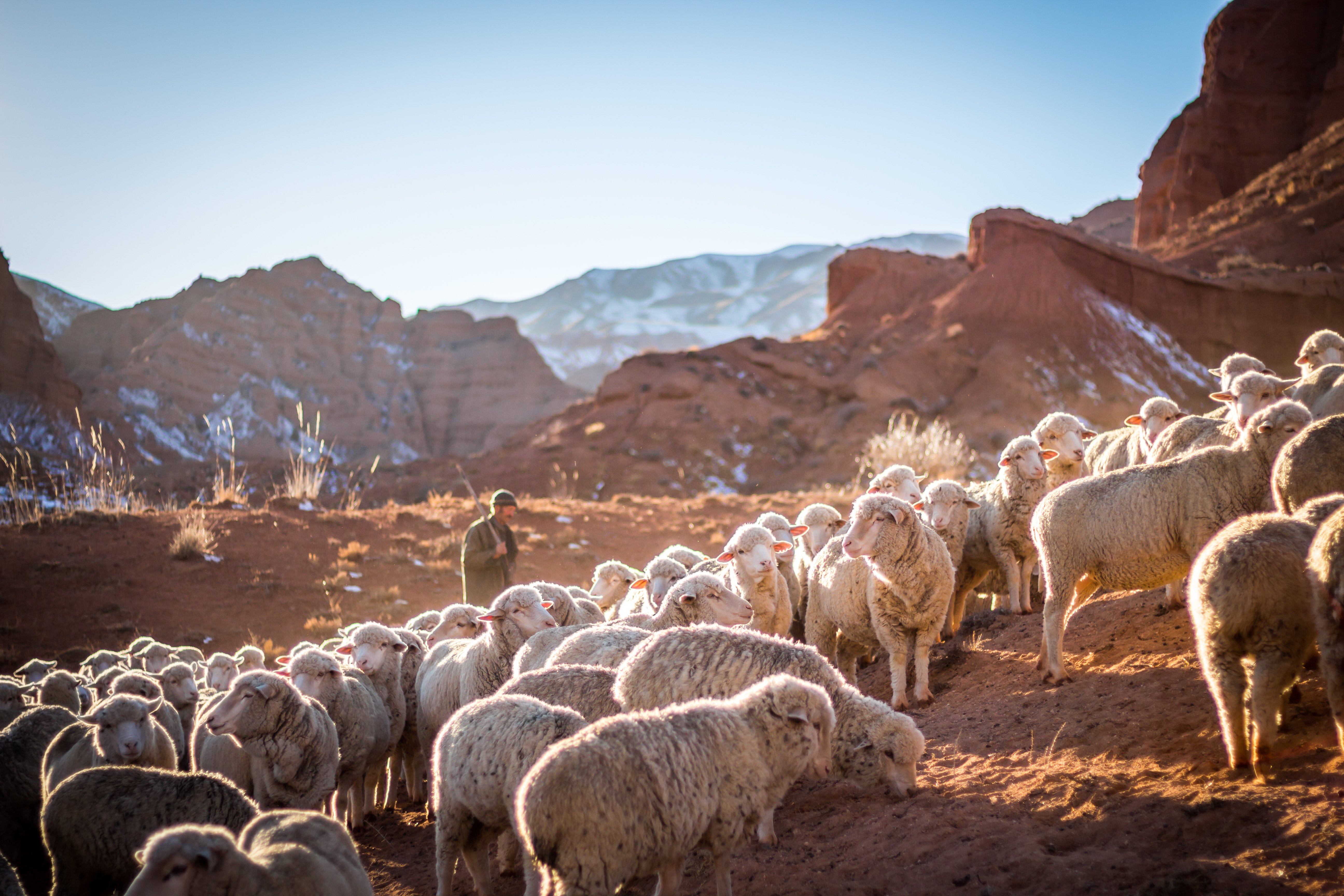
Élevage ovin au Kirghizistan.

#### Elevage pastoral
Les pâturages couvrent plus de la moitié du territoire du Kirghizistan, offrant ainsi des conditions idéales pour l'élevage de bétail, qu'il soit gros ou petit. L'élevage de chevaux, particulièrement important dans le pays, revêt par ailleurs une dimension sociale, car il joue un rôle central dans les pratiques traditionnelles et dans les échanges commerciaux

,
.
Avant la période soviétique, la possession de chevaux était un marqueur de statut social et les chevaux étaient non seulement utilisés pour le transport, mais également élevés pour leur viande et leur lait.

#### Elevage piscicole
Dans le domaine de la pisciculture, les principales espèces cultivées sont la truite et la carpe
,
adaptées aux conditions locales des rivières et lacs du pays. Des défis demeurent cependant, en raison du manque d'infrastructures et de financements. Toutefois, des initiatives de coopération entre les institutions publiques, les familles et le secteur privé permettent de renforcer la capacité de production et d'améliorer la gestion des aliments destinés à l'aquaculture
.

## Production agricole
L'agriculture kirghize comprend une grande diversité de produits, notamment des céréales, des légumes, des fruits et des produits animaux. De 2018 à 2022, les principales productions du pays étaient
:
| Produit              | Quantité en milliers de tonnes | Quantité en milliers de tonnes | Quantité en milliers de tonnes | Quantité en milliers de tonnes | Quantité en milliers de tonnes |
| Produit              | 2018                           | 2019                           | 2020                           | 2021                           | 2022                           |
| -------------------- | ------------------------------ | ------------------------------ | ------------------------------ | ------------------------------ | ------------------------------ |
| Pomme de terre       | 1 446,610                      | 1 373,800                      | 1 327,163                      | 1 289,108                      | 1 257,012                      |
| Betterave sucrière   | 773,034                        | 741,128                        | 448,772                        | 365,588                        | 468,093                        |
| Maïs                 | 692,877                        | 711,786                        | 714,086                        | 691,139                        | 732,633                        |
| Blé                  | 615,926                        | 601,216                        | 629,052                        | 362,711                        | 592,507                        |
| Orge                 | 429,306                        | 465,864                        | 510,208                        | 274,082                        | 539,602                        |
| Tomate               | 224,737                        | 240,734                        | 237,156                        | 231,053                        | 247,474                        |
| Lait, total          | 1 569,825                      | 1 628,466                      | 1 668,601                      | 1 699,548                      | 1 734,691                      |
| Œufs de poule, frais | 533,242                        | 561,288                        | 562,054                        | 564,178                        | 607,883                        |
| Fruits divers        | 447,754                        | 453,326                        | 465,853                        | 423,937                        | 425,518                        |

Le pays produit aussi des fruits et des baies comme les abricots (25 000 tonnes) et possède la plus importante proportion des superficies consacrées à l'agriculture biologique en Asie centrale
.

## Histoire
En raison de son climat favorable, le Kirghizistan a été un endroit idéal pour cultiver du coton, du tabac, du blé et d'autres cultures pendant la période soviétique. L'agriculture a longtemps constitué un secteur clé de l'économie, mais son rôle a diminué au fil du temps : elle est passée de 43,9 % du PIB en 1996 à 15,9 % en 2015
.
Cependant, des réformes agricoles importantes ont eu lieu dans les années 1990 et au début des années 2000 pour restaurer la productivité du secteur. De plus, la diversification de la production agricole et l'amélioration des conditions d'irrigation ont permis une reprise partielle de la production.

## Réformes agricoles et modernisation
Dans les années 1990, la transition vers une économie de marché a obligé le pays à réorganiser son secteur agricole, ce qui a conduit à la privatisation des terres collectives (kolkhozes) et à la décollectivisation des terres agricoles. En conséquence, de nombreux fermiers ont dû faire face à des défis pour s'adapter à la nouvelle économie de marché. Toutefois, ces réformes ont permis au Kirghizistan de récupérer des parts de marché dans le secteur agricole, grâce à la mise en place de réformes de l'irrigation et à la modernisation de la production de lait, de viande, de céréales et d'autres produits agricoles.